# Bronni (Mineralwasser)
Bronni war ein in Bad Breisig produziertes Mineralwasser.

## Geschichte
Zwischen 1957 und 1959 wurden in Niederbreisig zwei Quellen gebohrt.
Das Wasser wurde vor Ort abgefüllt. Das Betriebsgelände befand sich westlich des Bahnhofs. Später, nach Einstellung des Brunnenbetriebes, wurde hier noch Kohlensäure produziert.

### Rudolph-Halpaus-Quelle
- 1957 erbohrt durch Rudolph Halpaus
- Temperatur: 12˚C
- Stündl. Schüttung: 4.000 l/h
- Bohrtiefe in Metern uG: 33 m

### Michaelisquelle
- 1959 erbohrt durch Rudolph Halpaus
- Temperatur: 12˚C 2
- Stündl. Schüttung: 18.000 l/h
- Bohrtiefe in m uG: 25 m
- Anerkennung als Heilquelle: 27. Juni 1961